# Маасмехелен
Маасмехелен — муниципалитет, расположенный на реке Маас в бельгийской провинции Лимбург. В муниципалитет Маасмехелен входят бывшие коммуны Мехелен-ан-де-Маас (Mechelen-aan-de-Maas), Вюхт (Vucht), Лёт (Leut), Месвейк (Meeswijk), Эйкховен (Uikhoven), Эйсден (Eisden), Опгримби (Opgrimbie), Борсем (Boorsem) и Котем (Kotem). Удачное расположение Маасмехелена привлекло множество жителей из соседних Нидерландов и Германии, и даже из Восточной Европы (например, Польши) и из Средиземноморья (например, Италии и Турции).

## Достопримечательности
- Маасмехелен является частью природного заповедника Национальный парк Hoge Kempen. Этот заповедник создан для защиты уникальной флоры и фауны плато Кампин (Campine).
- Eisdense cité город-сад ХХ-го века с типичными для Бельгии коттеджными домами.
- Ярмарка Маасмехелена (Maasmechelen Village), которая в 2010 году насчитала 2,5 млн посетителей.
- Ветряные мельницы, функционирующие с 1801 года, были недавно восстановлены и открыты для посещения каждое второе воскресенье месяца.

## Культурные мероприятия
- Карнавал и парад, на которых люди в масках развлекают многочисленных туристов, проходят каждый год 11 ноября, начиная с 11:11.
- Фестиваль комиксов, который проводится во второе воскресенье февраля, с участием известных авторов комиксов.
- 25 сентября 2011 года проходил 11-й Международный хоровой конкурс, на котором пермский Академический хор «Млада» занял первое место в номинации «Однородный хор».

## Спорт

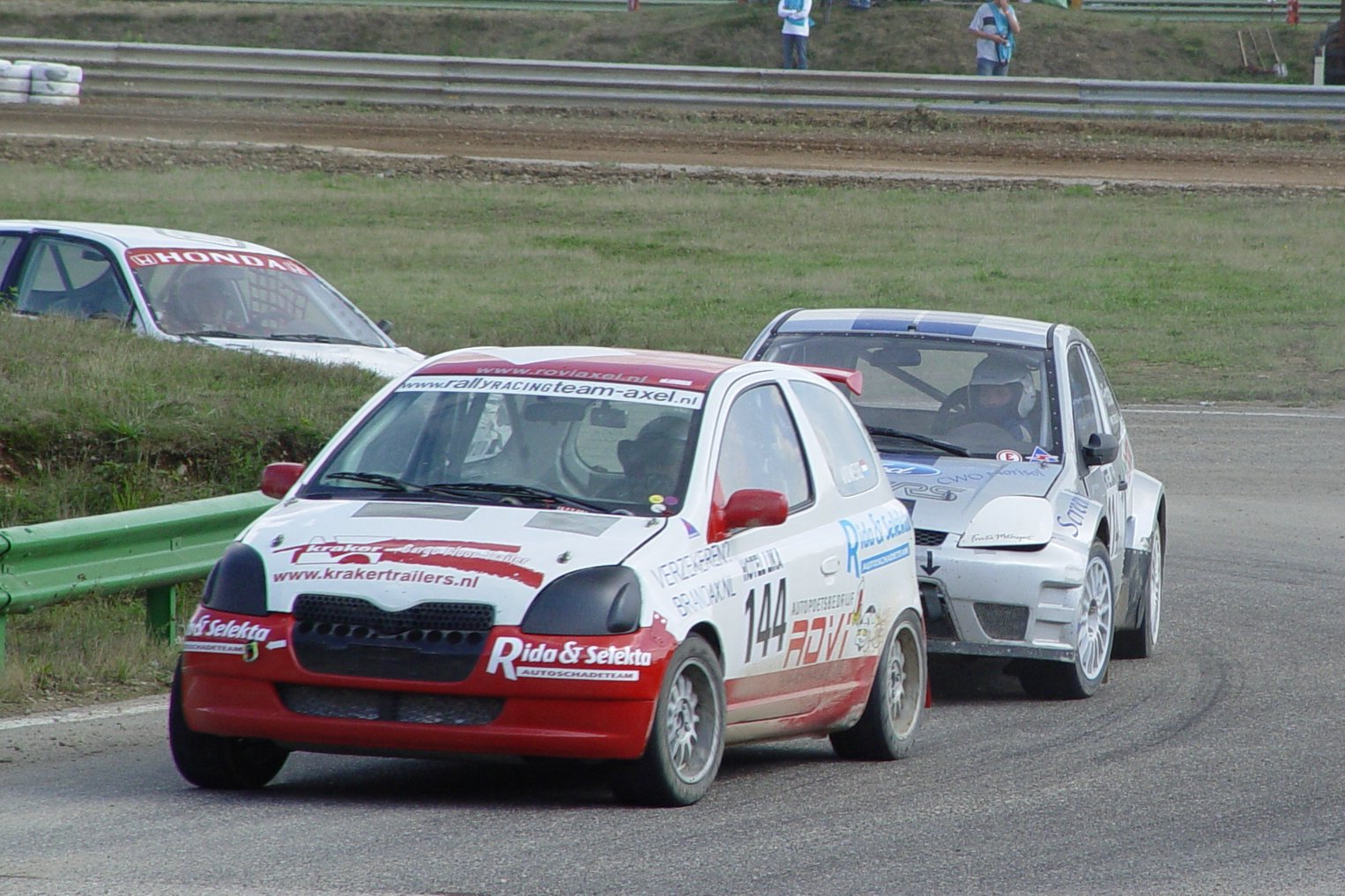
Duivelsbergcircuit — Ралли в Maasmechelen-Opgrimbie

В Маасмехелен в Опгримби расположена раллийная трасса Devils Hill Circuit (Duivelsbergcircuit), на которой проводятся соревнования различного уровня.
Имеется футбольный клуб «Патро Эйсден Масмехелен».

## Города-побратимы
- Словения: Шкофья-Лока
- Нидерланды: Стейн
- Италия: Остуни
- Греция: Триандриас
- Китайская Республика: Рюфань
- ЮАР: Цване